# Tom Wright (acteur américain)
Harold Thomas Wright (né le 29 novembre 1952) est un acteur de télévision et de cinéma américain. Il est apparu dans The Brother from Another Planet (1984), Matewan (1987), Creepshow 2 (1987), City of Hope (1991), Passion Fish (1992), Seinfeld (1994), Star Trek: Voyager (1996), Meurtre à la Maison-Blanche (1997), Le Flic de Shanghaï (1998-1999), Sunshine State (2002), Barbershop (2002), Barbershop 2 (2004), Honeydripper (2007), Medical Police (2020) et Daisy Jones & the Six (2023).

## Vie privée
Tom Wright est né le 29 novembre 1952 à Englewood, dans le New Jersey. Il s'est marié en 1988 avec Leigh Johnson avec qui il a eu deux enfants, Rae et Eamon.

## Carrière
Il fait ses début au cinéma en 1976, dans le film Deadbeat où il incarne un vieil homme. En 1987, il a joué le rôle de l'auto-stoppeur dans le film d'horreur Creepshow 2.
En 2002, Tom Wright a joué dans le long métrage Barbershop (2002) et la suite Barbershop 2 (2004) aux côtés d'Ice Cube. En 2002, il a partagé l'écran avec Angela Bassett dans le rôle de son ancien partenaire dans Sunshine State. Tom Wright a également entretenu de bonnes relations avec le scénariste et réalisateur John Sayles, ayant participé à plusieurs de ses films : The Brother from Another Planet (1984), Matewan (1987), City of Hope (1991), Passion Fish (1992) et Honeydripper (2007).
En 2000, Tom Wright a remporté le prix du meilleur acteur au Festival du film de Santa Monica pour son interprétation de John Shed dans le film Dumbarton Bridge,.
Il a participé à plusieurs programmes télévisés, mais il est surtout reconnu pour son rôle de M. Morgan, le collègue de George Costanza (interprété par Jason Alexander) dans Seinfeld ; et l'extraterrestre hybride Tuvix dans l'épisode « Tuvix » de Star Trek : Voyager,.
En 2014, il a joué dans Granite Flats, le rôle de l'agent Ezekiel Scott durant 19 épisodes.
En 2023, Tom Wright a joué le rôle du producteur de musique Teddy Price, qui est responsable du succès du groupe The Six, ainsi que de Daisy Jones, les réunissant dans Daisy Jones & the Six.

## Filmographie

### Films
- 1977 : Deadbeat : Vieil homme
- 1979 : Red Italy : Inconnu
- 1980 : Underground U.S.A. : Frank
- 1981 : Subway Riders
- 1982 : I Ought to Be in Pictures : Fan de baseball #6
- 1982 : The Soldier : Homme d'affaire
- 1984 : Alphabet City  : Chauffeur
- 1984 : The Brother from Another Planet : Sam
- 1984 : Exterminator 2 : Youth
- 1984 : Mugsy's Girls : Party Heckler
- 1985 : Streetwalkin' : Homme de main #1
- 1987 : Creepshow 2 : L'autostoppeur (épisode : "The Hitchhiker")
- 1987 : Matewan : Tom
- 1988 : I'm Gonna Git You Sucka : Gérant d'un bordel
- 1989 : Troop Beverly Hills : James Shakar
- 1989 : Heart of Dixie : Homme noir au concert
- 1989 : Vietnam War Story: The Last Days : Capitaine Berry (épisode : "The Last Outpost")
- 1990 : Reversal of Fortune : Jack
- 1990 : Marked for Death : Inspecteur Charles Marks
- 1990 : Street Hunter : Riley
- 1991 : City of Hope : Malik
- 1991 : Past Midnight : Lee Samuels
- 1991 : Dead in the Water : Hotel Clerk
- 1992 : Passion Fish : Luther
- 1993 : Acting on Impulse : Dave Byers
- 1993 : Weekend at Bernie's II : Charles
- 1993 :  Amityville: A New Generation : Employé de morgue
- 1994 : Men of War : Jamaal
- 1995 : Forget Paris : Tommy
- 1995 : Tales from the Hood : Martin Moorehouse
- 1995 : Excessive Force II: Force on Force : Grant Thompson
- 1995 : White Man's Burden : Lionel
- 1996 : Invasion of Privacy : Devereux – avocat de Theresa
- 1996 : My Fellow Americans : Agent du Secret Service Jim
- 1996 : Playing Dangerous 2 : Alton Broom
- 1997 : Gridlock'd : Koolaid
- 1997 : Menno's Mind : Jor Norwell, rebelle exécuté (non crédité)
- 1997 : Murder at 1600 : Agent du Secret Service Cooper
- 1998 : Palmetto : John Renick
- 1998 : The Pentagon Wars : Major William Sayers
- 1999 : Funny Valentines : Dr. Thomas Holder
- 1999 : Dumbarton Bridge : John Shed
- 2000 : Chain of Command : Agent du Secret Service Burke
- 2000 : The Prime Gig : Marvin Sanders
- 2001 : Pursuit of Happiness : Thom
- 2001 : Alex in Wonder : Sebastian
- 2001 Layover : Inspecteur Mills
- 2001 : The Keyman : 'Popeye'
- 2002 : Contagion : Tom Brenner
- 2002 : P.S. Your Cat Is Dead : Fred Gable
- 2002 : Sunshine State : 'Flash' Phillips
- 2002 : Barbershop : Inspecteur Williams
- 2003 : Lady Jayne: Killer : Inspecteur Stan
- 2003 : Hangman's Curse : Dan Carillo
- 2003 : White Rush : Inspecteur Brandt
- 2004 : Barbershop 2: Back in Business : Inspecteur Williams
- 2004 : In Your Eyes : Phil
- 2004 : The Gunman : Capitaine Carlton
- 2004 : Dynamite : Stan
- 2005 : Chasing Ghosts : Tom Shields
- 2005 : American Fusion : Dr. Lee / Lethal Killah
- 2005 : A Year and a Day : Pryor
- 2006 : Rampage: The Hillside Strangler Murders : Inspecteur Bryant
- 2006 : The Darwin Awards  : Inspecteur #2
- 2006 : World Trade Center : Officier Reynolds
- 2006 : Striking Range : John Hatem
- 2007 : Sinner  : Officier Thomas
- 2007 : Live! : Dr. Raymond Boyd
- 2007 : Honeydripper : 'Cool Breeze'
- 2008 : The Onion Movie : Kwame Roberts
- 2008 : B.O.H.I.C.A. : Horowitz
- 2008 : The Imposter : 'Popeye'
- 2010 : The Cursed : Willie Gar
- 2010 : Burning Palms : Maxwell Barron
- 2010 : BoyBand : Pete
- 2011 : Rift : Lieutenant Neal
- 2012 : A Beautiful Soul : Frère Anthony Clark
- 2013 : Starting from Scratch : Stan 'Homeless Stan'
- 2013 : Stanley DeBrock : Atticus
- 2013 : Things Never Said : Daniel
- 2014 : Beyond the Lights : Révérend Brown
- 2014 : Sin Verite : Francis Vigneri
- 2015 : Stockholm, Pennsylvania : Inspecteur Timms
- 2015 : The Diabolical : Curtis
- 2015 : Runaway Island : Raymond Tepper
- 2016 : Storage Locker 181 : Harris
- 2016 : Rebirth  : The Expert
- 2016 : South32 : Sergent Kake
- 2016 : Message from the King : Waylon
- 2016 : The Secrets of Emily Blair : Inspecteur Gorodetsky
- 2016 : Within : Inspecteur Pascal
- 2017 : Transformers: The Last Knight : Attaché militaire #1
- 2017 : The Neighborhood : Jim 'Bourbon' Beam
- 2018 : Higher Power  : Tom David, animateur de talk-show
- 2018 : Spell : Edmund
- 2019 : The Divorce Party : Sacks
- 2019 : #Truth : Donald Cooper
- 2022 : That's Amor : Henry

### Apparitions à la télévision
| Année     | Titre                       | Rôle                                 | Notes                                         |
| --------- | --------------------------- | ------------------------------------ | --------------------------------------------- |
| 1991      | Les Contes de la crypte     | Mitch                                | "Abra Cadaver"                                |
| 1993      | La Loi de Los Angeles       | Procureur de district Prentiss Scott | "Where There's a Will"                        |
| 1994–1995 | Seinfeld                    | Mr. Morgan                           | 4 épisodes                                    |
| 1995      | Extreme                     | Farley Potts                         | 10 épisodes                                   |
| 1996      | New York Police Blues       | Kwasi Olushola                       | "The Backboard Jungle", "Where's Swaldo"      |
| 1996      | Star Trek: Voyager          | Tuvix                                | "Tuvix"                                       |
| 1998–1999 | Le Flic de Shanghaï         | Capitaine Benjamin Winship           | 22 épisodes                                   |
| 2004      | Star Trek: Enterprise       | Ghrath                               | "Storm Front"                                 |
| 2005      | Newport beach               | Paul Glass                           | "The Game Plan"                               |
| 2006      | 24 Heures chrono            | Amiral Kirkland                      | "Day 5, 3:00am–4:00am" "Day 5, 5:00am–6:00am" |
| 2007      | Dr House                    | Dr. Pilcher                          | "Guardian Angels"                             |
| 2009      | Ghost Whisperer             | Dave McKey                           | 1 épisode (s4 e19)                            |
| 2010      | Modern Family               | Agent de sécurité                    | "Airport 2010"                                |
| 2010      | Southland                   | Mr. Hill                             | "The Runner"                                  |
| 2013      | Mentalist                   | Kevin Rome                           | "There Will Be Blood"                         |
| 2013–2015 | Granite Flats               | Agent Ezekiel Scott                  | 19 épisodes                                   |
| 2014      | Castle                      | Fats Shepherd                        | "Clear & Present Danger"                      |
| 2015      | Esprits criminels           | Chef Palmer                          | "The Night Watch"                             |
| 2017      | Major Crimes                | Frederick Sax                        | "Intersection"                                |
| 2018      | Shooter                     | Jason Colby                          | "Sins of the Father"                          |
| 2020      | Medical Police              | Directeur Patton                     | 10 épisodes                                   |
| 2021      | Grey's Anatomy : Station 19 | Chef de bataillon Gregory            | 3 épisodes                                    |
| 2023      | Daisy Jones & the Six       | Teddy Price                          | Mini-séries                                   |